# Słubice (wieś)
Słubice – wieś sołecka w Polsce, w województwie mazowieckim, w powiecie płockim w gminie Słubice. Leży przy drodze wojewódzkiej nr 575. Przez miejscowość przepływa niewielka rzeka Tama, wpadająca do Wisły. Słubice są położone w odległości ok. 90 km od Warszawy i ok. 30 km od Płocka.
W latach 1975–1998 miejscowość administracyjnie należała do województwa płockiego.

## Historia
Wzmiankowana w XIV w. Podczas powstania styczniowego w okolicy liczne potyczki. W 1905 strajki robotników folwarcznych. We wrześniu 1939 wieś była celem nalotów samolotów hitlerowskich, w wyniku ostrzału i bombardowań zginęło wielu mieszkańców, na cmentarzu parafialnym mogiły ludności cywilnej, żołnierzy i oficerów polskich.

## Zabytki
- zespół parkowo-pałacowy złożony z klasycystycznego pałacu i parku romantycznego
- kościół św. Marcina, klasycystyczny, wybudowany w 1791 r. według projektu Hilarego Szpilowskiego
- plebania z 1880 r.
- stare chaty z poł. XIX w.

## Demografia
| Rok     | 2004 | 2009 | 2011 | 2021 |
| Ludność | 1000 | 1189 | 1210 | 1086 |

## Gospodarka
W Słubicach, w specjalnej strefie G.S. są hale magazynowe, w których przechowuje się węgiel, pasze i nawozy. Na tym samym terenie istnieje Piekarnia GS Samopomoc Chłopska. Handel od 1790 roku rozwijał się w centralnej części wsi. W miejscowości dużą rolę pełni rolnictwo. Jednak coraz więcej pól rolniczych na terenie Słubic przeistacza się na działki budowlane i usługowe.
Poza centralną częścią Słubic znajduje się nowo otwarty sklep sieciowy „Dino”, który został otwarty w 2016 r. Również w tej samej części wsi znajduje się kwiaciarnia, która jest dostępna 24 godziny na dobę. W połowie 2015 roku została zbudowana hala oraz powstał nowy plac z materiałami budowlanymi „BUDMIX” i magazyny sklepu „Świat Parkietów” (sklep w Płocku).

## Transport

### Drogi
- droga wojewódzka nr 575 kierunek Płock – Słubice – Kazuń Nowy.

Z centrum Słubic prowadzą dwie drogi powiatowe: nr 365 Słubice – Piotrkówek i nr 373 Słubice – Sanniki.

## Edukacja
- Przedszkole w Słubicach
- Szkoła Podstawowa im. Ojca Świętego Jana Pawła II w Słubicach

## Placówki kulturalne
- Gminna Biblioteka Publiczna
- Sala Kulturalno-Oświatowa

## Media
Obecnie w Słubicach działa gazeta: „Wieści znad Wisły” wydawana przez Stowarzyszenie Ekologiczno-Kulturalne „Ziarno” oraz „Słubicki Biuletyn Informacyjny”.

## Sport
- LUKS „Mazowia” – klub piłkarski
- LKS „Nadwiślanin” – klub tenisa stołowego

## Szlaki rowerowe
- EuroVelo: – szlak rowerowy zielony

## Związani ze Słubicami
- August Potocki – właściciel Słubic w latach 1853–1866[8]. Przeniósł z Jamna do Słubic parafię rzymskokatolicką.
- Józef Andrzej Mikorski – kasztelan rawski, starosta gostyński i dziedzic Słubic.
- Ewa Smuk Stratenwerth – polska ekolog i społeczniczka; prowadzi Stowarzyszenie Ekologiczno-Kulturalne „Ziarno”.